# 大果杜鹃
大果杜鹃（学名：Rhododendron glanduliferum）为杜鹃花科杜鹃花属下的一个种。

## 扩展阅读
- 維基物種上的相關：大果杜鹃